# Galaxioidea
Die Einteilung der Lebewesen in Systematiken ist kontinuierlicher Gegenstand der Forschung. So existieren neben- und nacheinander verschiedene systematische Klassifikationen. 
Das hier behandelte Taxon ist durch neue Forschungen obsolet geworden oder ist aus anderen Gründen nicht Teil der in der deutschsprachigen Wikipedia dargestellten Systematik.
Die Galaxioidea sind ein ehemals verwendetes Taxon der Teleostei (Knochenfische i. e. S.), genau gesagt eine Überfamilie innerhalb der Stintartigen (damals zu den Protacanthopterygii gezählt), die sich nach aktuellen Erkenntnissen als polyphyletisch herausgestellt hat.
Die Galaxioidea umfassten folgende Familien, die heute in drei unterschiedliche Ordnungen verschiedener Unterkohorten der Euteleosteomorpha gestellt werden:
- Galaxien (Galaxiidae), heute eigene Ordnung Galaxiiformes, als einzige Familie der Galaxioidea in der Unterkohorte Protacanthopterygii verblieben
- Salamanderfisch (Lepidogalaxiidae), heute eigene Ordnung Lepidogalaxiiformes in eigener Unterkohorte Lepidogalaxii
- Neuseelandlachse (Retropinnidae), als einzige Familie der Galaxioidea bei den Stintartigen verblieben, die jedoch als Schwestergruppe der Maulstachler aus den Protacanthopterygii in die Unterkohorte Stomiati verschoben wurden